# SpongeBob SquarePants: Employee of the Month
SpongeBob SquarePants: Employee of the Month é um jogo eletrônico de aventura desenvolvido pela AWE Games, em 2002, e publicado pela THQ para computador pessoal. É baseado no seriado animado SpongeBob SquarePants, que estreou na Nickelodeon em 1999.
A história se concentra no personagem título, que recebe dois ingressos para o "Neptune's Paradise", um parque temático, mas muitas coisas inesperadas acontecem ao longo do caminho.

## Jogabilidade
Employee of the Month é um jogo eletrônico de aventura no estilo apontar e clicar, no qual o jogador controla personagem título. A jogabilidade consiste no jogador realizando várias tarefas e coletando itens para os cidadãos da cidade Bikini Bottom. Uma arca do tesouro atua como um inventário para os itens, que frequentemente devem ser combinados para avançar. O jogador também pode acessar um mapa do nível atual. As cenas animadas começam e terminam cada nível e, posteriormente, ficam disponíveis para visualização no menu principal do jogo. Várias fitas de vídeo estão localizadas ao longo do mesmo; localizando-as destrava cenas especiais do desenvolvimento do jogo.

## Lançamento e recepção
O jogo foi lançado na América do Norte em 22 de setembro de 2002. No Reino Unido, o lançamento ocorreu no mesmo ano, no entanto, a Focus Multimedia relançou o jogo como parte de sua série "PC Fun Club", que também incluiu outros jogos do personagem.[carece de fontes?]
Tom King do website Adventure Gamers avaliou o jogo em 3 de 5 estrelas, elogiando a jogabilidade divertida e os gráficos coloridos, mas ressaltou que o jogo é "muito fácil e extremamente curto". King escreveu: "O valor da repetição é moderado a baixo; demorou cerca de 3,5 horas para ser concluído e, embora o jogo seja divertido o suficiente para jogar mais de uma vez, você não verá nada diferente. Este jogo foi apenas um pouco longo, eu adicionaria uma meia-estrela ao placar."
Os editores da revista Computer Gaming World nomearam SpongeBob SquarePants: Employee of the Month para o prêmio "jogo de aventura do ano" de 2003. No entanto, este foi atribuído ao jogo Uplink: Hacker Elite.